# Корепанова, Екатерина Митрофановна
Екатери́на Митрофа́новна Коре́панова (1 декабря 1931 — 10 ноября 2012) — российский, удмуртский педагог, народный учитель СССР (1983).

## Биография
Родилась 1 декабря 1931 года в деревне Рассвет Балезинского района Удмуртии. С детских лет приобщилась к крестьянскому труду.
В 1955 году окончила физико-математический факультет Удмуртского государственного педагогического института (ныне Удмуртский государственный университет). 
По его окончании работала учителем математики в Почашевской средней школе Глазовского района. Почти 30 лет проработала в Кожильской средней школе Балезинского района: 12 лет — заместителем директора и 15 лет — директором. 
Избиралась членом райкома КПСС, членом совета Районного отдела народного образования, пропагандистом.
Умерла 10 ноября 2012 года.

## Награды и звания
- Народный учитель СССР (1983)[2]
- Отличник народного просвещения РСФСР (1983)[1]
- Орден «Знак Почёта»[2][1]
- Медаль «За доблестный труд в Великой Отечественной войне 1941—1945 гг.»[2]
- Почётный гражданин Удмуртской Республики (1995)[2][1]